# پای استودیوز
پای استودیوز (انگلیسی: Pi Studios) شرکت بازی ویدئویی آمریکایی است، که در سال ۲۰۰۲ تأسیس شد.